# Zaza Zazirov
Zaza Dianozovyč Zazirov (in ucraino Заза Зазіров Діанозович?; 25 aprile 1972) è un ex lottatore ucraino, specializzato nella lotta libera.

## Palmarès

### Olimpiadi
- 1 medaglia:
  - 1 bronzo (Atlanta 1996 nei 68 kg)

### Mondiali
- 2 medaglie:
  - 1 argento (Teheran 1998 nei 69 kg)
  - 1 bronzo (Krasnoyarsk	1997 nei 69 kg)